# Ishigeophycidae
Sous-classe
Les Ishigeophycidae sont une sous-classe d’algues brunes de la classe des Phaeophyceae.

## Liste des ordres
Selon AlgaeBase (13 août 2017) :
- ordre des Ishigeales G.Y.Cho & S.M.Boo